# Paolo Suárez
Paolo Alberto Suárez Diaz, född 6 juni 1980 i Montevideo i Uruguay, är en uruguayansk fotbollsspelare. Han är offensiv mittfältare och spelar för den salvadoranska klubben Asociación Deportiva Isidro Metapán. Han är bror till Luis Suárez.